# A mis 33 años
A mis 33 años è un album di Julio Iglesias, pubblicato nel 1977.

## Descrizione
L'album, uscito su etichetta CBS e prodotto dallo stesso Julio Iglesias e da Ramón Arcusa  e Manuel de la Calva,  contiene 10 brani, tra cui, la celebre  Soy un truhán, soy un señor  (in italiano: Sono un pirata, sono un signore), canzone che apre anche l'album, e la versione in spagnolo di Se mi lasci non vale . Contiene poi, tra l'altro, 33 años (composto dallo stesso Julio Iglesias e lato B del singolo  Soy un truhán, soy un señor ), Seguirei meu caminho (versione in portoghese Seguiré mi camino) e ¿Donde estarás? .

Gli arrangiamenti sono a cura di Rafael Ferro e Ramón Arcusa.
L'album, che raggiunse l'ottava posizione delle classifiche nei Paesi Bassi, è stato ripubblicato nel 1980. In CD è uscito nel 1990 e nel 2000 su etichetta Sony Music.,

## Tracce
1. Soy un truhán, soy un señor  (R. Arcusa – M.de la Calva – J. Iglesias)  3:06
2. Sono io (Anelli – Garguilo) 4:21
3. Si me dejas no vale ( Se mi lasci non vale ) (L. Rossi – G. Belfiore) 2:19
4. Por un poco de tu amor (Gómez – Hammond)  2:58
5. Un gorrión sentimental (Domani è un giorno in più) (Balducci – Belfiore) 3:39
6. Seguirei meu caminho (Seguiré mi camino) (G. Belfiore – J. Iglesias – Ramos) 3:21
7. 33 años (J. Iglesias) 3:51
8. Cada día más (R. Arcusa – M.de la Calva – J. Iglesias) 3:15
9. ¿Donde estarás?  (R. Arcusa – M.de la Calva) 3:07
10. Goodbye amore mio (Goodbye a modo mio)' (Balducci – Belfiore) 3:29